# Tecido conjuntivo reticular
Tecido conjuntivo reticular é um tecido conjuntivo constituído por fibras e células reticulares, que são exclusivas desse tipo de tecido. Tais elementos se dispõem compondo uma delicada trama, que dá suporte a células livres formadoras de células do sangue.
O tecido reticular é encontrado nos órgãos que têm função hemocitopoética, representados pela medula óssea vermelha e por órgãos linfáticos (tonsilas, timo, baço e linfonodos).
Na medula óssea vermelha, esse tecido recebe o nome de tecido mieloide, rico em células precursoras de todos os elementos do sangue: hemácias (glóbulos vermelhos), leucócitos (glóbulos brancos) e plaquetas.
Nos órgãos linfáticos, recebe o nome de tecido linfoide, rico em linfócitos em diferentes fases de maturação, em macrófagos e plasmócitos.

## Tipos
T. MIELOIDE – medula óssea vermelha (hemácias, leucócitos e plaquetas).
T. LINFOIDE – órgãos linfáticos (baço, amígdalas)